# Chrysobothris bisinuata
Chrysobothris bisinuata är en skalbaggsart som beskrevs av Chamberlin 1938. Chrysobothris bisinuata ingår i släktet Chrysobothris och familjen praktbaggar. Inga underarter finns listade i Catalogue of Life.